# Vallby mosse
Vallby mosse är en sjö i Staffanstorps kommun i Skåne och ingår i Höje ås huvudavrinningsområde.